# Psylloidea
Psylloidea é uma superfamília de insetos, que inclui as psilas entre outros.